# Домуйо
Дому́йо (ісп. Domuyo) — найвища гора провінції Неукен і всієї аргентинської Патагонії. Має висоту 4709 м. У перекладі з мови мапудунґун назва гори означає «Та, що дрижить і бурчить» і завдячує своєю появою її геотермальній активності. На схилах Домуйо знаходиться велика кількість термальних джерел і гейзерів.